# Сент-Стівен (Південна Кароліна)
Сент-Стівен (англ. St. Stephen) — місто (англ. town) в США, в окрузі Берклі штату Південна Кароліна. Населення — 1571 особа (2020).

## Географія
Сент-Стівен розташований за координатами 33°24′16″ пн. ш. 79°55′34″ зх. д. / 33.40444° пн. ш. 79.92611° зх. д. (33.404555, -79.926060).  За даними Бюро перепису населення США в 2010 році місто мало площу 6,18 км², уся площа — суходіл.

## Демографія
Згідно з переписом 2010 року, у місті мешкало 1697 осіб у 655 домогосподарствах у складі 424 родин. Густота населення становила 274 особи/км².  Було 762 помешкання (123/км²).
Расовий склад населення:
| - 55,4 % — чорних або афроамериканців - 41,4 % — білих - 0,3 % — корінних американців - 0,1 % — азіатів - 1,2 % — осіб інших рас |

До двох чи більше рас належало 1,6 %. Частка іспаномовних становила 2,2 % від усіх жителів.
За віковим діапазоном населення розподілялося таким чином: 28,3 % — особи молодші 18 років, 53,8 % — особи у віці 18—64 років, 17,9 % — особи у віці 65 років та старші. Медіана віку мешканця становила 36,8 року. На 100 осіб жіночої статі у місті припадало 82,5 чоловіків;  на 100 жінок у віці від 18 років та старших — 72,5 чоловіків також старших 18 років.
Середній дохід на одне домашнє господарство  становив 44 830 доларів США (медіана — 23 417), а середній дохід на одну сім'ю — 58 897 доларів (медіана — 50 536). Медіана доходів становила 45 809 доларів для чоловіків та 20 577 доларів для жінок. За межею бідності перебувало 34,9 % осіб, у тому числі 58,8 % дітей у віці до 18 років та 17,5 % осіб у віці 65 років та старших.
Цивільне працевлаштоване населення становило 540 осіб. Основні галузі зайнятості: освіта, охорона здоров'я та соціальна допомога — 21,7 %, роздрібна торгівля — 17,4 %, виробництво — 14,4 %, транспорт — 13,0 %.